# ليون يونغ
ليون يونغ (بالإنجليزية: Leon Young)‏ هو سياسي أمريكي، ولد في 4 يوليو 1967 بلوس أنجلوس في الولايات المتحدة. حزبياً، نشط في الحزب الديمقراطي. وقد انتخب عضو جمعية ولاية ويسكونسن.